# Camden-on-Gauley
Camden-on-Gauley è un comune degli Stati Uniti d'America, situato nello Stato della Virginia Occidentale, nella contea di Webster.